# Reuthlas
Reuthlas ist ein Gemeindeteil der Gemeinde Konradsreuth im Landkreis Hof (Oberfranken, Bayern). Reuthlas liegt in der Gemarkung Markersreuth.

## Geografie
Das Dorf bildet mit Ahornberg im Nordwesten eine geschlossene Siedlung. Diese liegt auf freier Flur. Die Staatsstraße 2461 führt nach Weißlenreuth (1 km nördlich) bzw. an Schotteneinzel vorbei nach Rothenmühle (1,8 km südlich). Die Kreisstraße HO 25 führt nach Ahornberg (1 km nordöstlich) bzw. nach Modlitz (1,2 km südöstlich).

## Geschichte
Reuthlas wurde 1373 urkundlich erwähnt, als der Nürnberger Burggraf Friedrich V. von den Brüdern Erich, Friedrich und Babo von Sparneck diesen Ort kaufte.
Gegen Ende des 18. Jahrhunderts bestand Reuthlas aus 33 Anwesen. Die Hochgerichtsbarkeit sowie die Dorf- und Gemeindeherrschaft stand dem bayreuthischen Stadtrichteramt Münchberg zu. Grundherren waren das Kastenamt Münchberg (2 Halbhöfe, 8 Viertelhöfe, 3 Söldengüter, 4 Tropfhäuser) und das Klosteramt Hof (2 Halbhöfe, 4 Halbhöfe mit 2 Häusern, 1 Viertelhof, 7 Tropfhäuser).
Von 1797 bis 1810 unterstand Reuthlas dem Justiz- und Kammeramt Münchberg. Infolge des Ersten Gemeindeedikts wurde Grund dem 1812 gebildeten Steuerdistrikt Markersreuth und der zugleich entstandenen die Ruralgemeinde Markersreuth zugewiesen. Im Zuge der Gebietsreform in Bayern wurde Reuthlas am 1. Mai 1978 nach Konradsreuth eingemeindet.

### Bau- und Bodendenkmäler
- Haus Nr. 11: Wohnstallhaus mit Frackdach aus der Zeit um 1800[9]
- Burgstall, der vermutlich von den Walpoten genutzt wurde[9]

ehemaliges Baudenkmal
- Haus Nr. 1: Gasthaus zum Schwarzen Adler. Zweigeschossiger, verputzter Satteldachbau, 1892 ausgebaut. Schmiedeeiserner Ausleger, das Adlerschild mit erneuerter Bezeichnung „1793“, der Sturz der Stalltür bezeichnet „1815“.[10]

### Einwohnerentwicklung
| Jahr      | 1799   | 1812  | 1819   | 1861   | 1871   | 1885   | 1900   | 1925   | 1950   | 1961   | 1970   | 1987   | 2021 | 2025  |
| Einwohner | 88     | 96    | *105   | 117    | 136    | 142    | 111    | 97     | 110    | 97     | 91     | 84     | 88   | 87    |
| Häuser    | 16     | 17    |        |        |        | 19     | 18     | 17     | 15     | 21     |        | 25     |      |       |
| Quelle    | [ 12 ] | [ 7 ] | [ 13 ] | [ 14 ] | [ 15 ] | [ 16 ] | [ 17 ] | [ 18 ] | [ 19 ] | [ 20 ] | [ 21 ] | [ 22 ] |      | [ 1 ] |

## Religion
Reuthlas ist bis heute nach St. Martin (Ahornberg) gepfarrt und seit der Reformation evangelisch-lutherisch geprägt.